# Salix flabellinervis
Salix flabellinervis är en videväxtart som beskrevs av A.P. Khokhryakov. Salix flabellinervis ingår i släktet viden, och familjen videväxter. Inga underarter finns listade i Catalogue of Life.